# Biên niên ký máy bay ném bom bổ nhào (phim)
Biên niên ký máy bay ném bom bổ nhào (tiếng Nga: Хроника пикирующего бомбардировщика) là một bộ phim về đời sống của những chiến sĩ phi công lái máy bay tiêm kích trong cuộc Chiến tranh Vệ quốc vĩ đại của đạo diễn Naum Birman, ra mắt lần đầu năm 1967.
Truyện phim dựa theo tiểu thuyết cùng tên của nhà văn Vladimir Kunin.

## Diễn viên
- Lev Vaynshteyn... Veniamin Guryevich
- Aleksandr Grave... Trung đoàn trưởng
- Oleg Dal... Zhenya Sobolevsky
- Igor Yefimov... Tham mưu trưởng
- Viktor Ilyichyov
- German Kolushkin
- Georgy Korolchuk... Mitka Chervonenko
- Leonid Reutov... Pastukhov
- Gennady Saifulin... Sergey Arkhiptsev
- Yelena Sanko... Katya
- Konstantin Sorokin
- Gely Sysoyev... Bác sĩ quân y
- Yury Tolubeyev... Kuzmichyov
- Nikolai Trofimov
- Pyotr Shcherbakov
- Boris Arakelov
- Arkady Vovsi... Ông nội Guryevich

## Ê-kíp
- Thiết kế sản xuất: Aleksey Fedotov
- Phục trang: Ye.Yakovleva
- Âm thanh: Boris Khutoryansky

## Hậu trường

### Sự kiện thú vị
В самом начале фильма (во время вступительной песни) в кадр попадает деревянное строение с плакатом «Бомбить, как майор Анпилов». А военным консультантом фильма выступает Герой Советского Союза генерал-майор А. Анпилов. Речь видимо идет об одном и том же человеке.

### Nhạc phim
- Ca khúc chủ đề: Sương mù[2] (Туман)

Nhạc: Aleksandr Kolker
Lời: Kim Ryzhov
Thể hiện: Stanislav Pozhlakov
| Туман, туман. Седая пелена. И всего в двух шагах За туманами война. Там гремят бои без нас Но за нами нет вины. Мы к земле прикованы туманом. Воздушные рабочие войны. Туман, туман На прошлом и былом... Далеко, далеко, За туманами, наш дом. А в землянке фронтовой Нам про детство снятся снны. Видно,все мы рано повзрослели. Воздушные рабочие войны. Туман, туман, Окутал землю вновь... Далеко, далеко, За туманами любовь. Долго нас невестам ждать С чужедальней стороны. Мы не все вернемся из полета. Воздушные рабочие войны. |